# 碧街

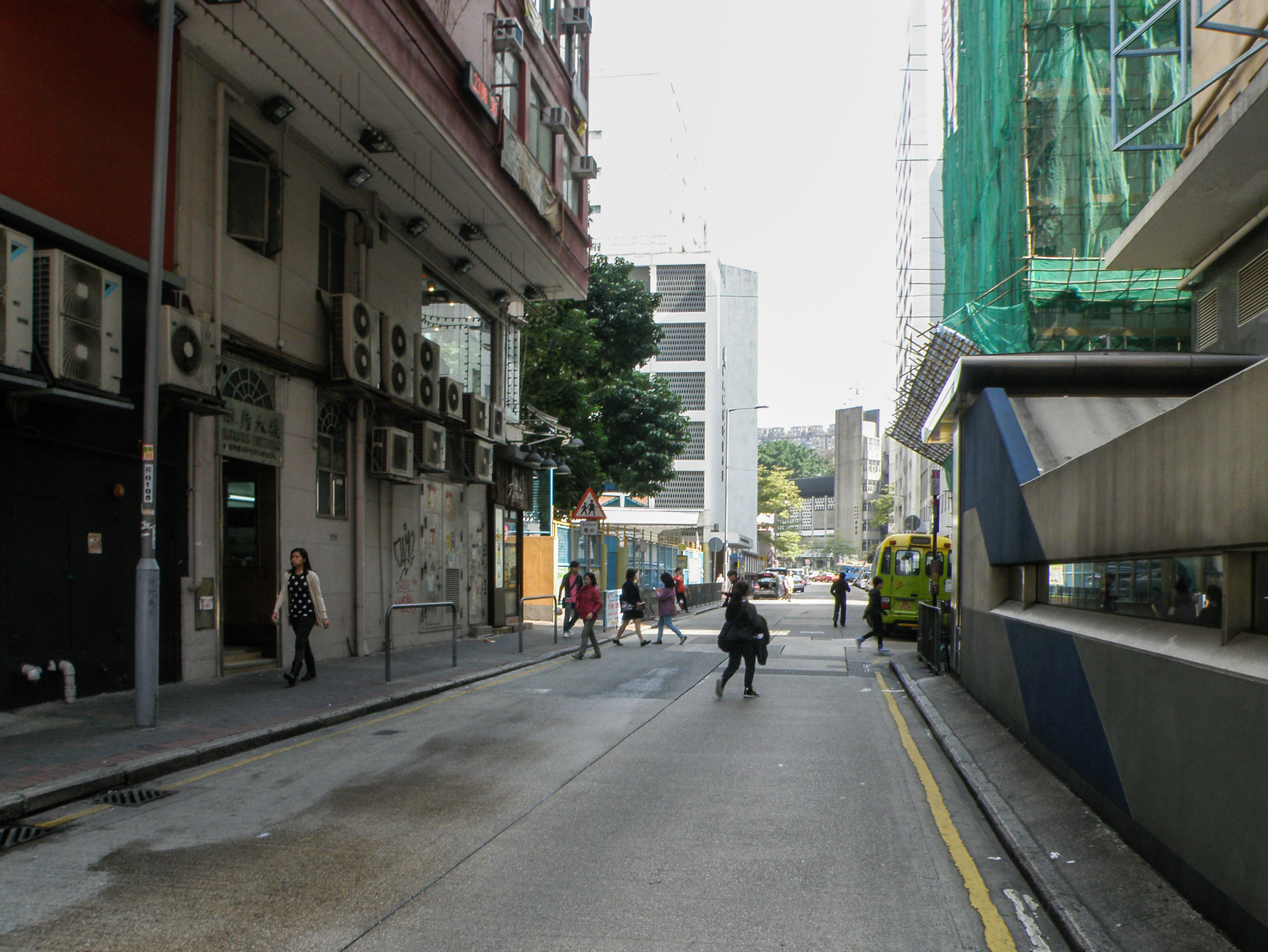
碧街近油麻地站A2出入口

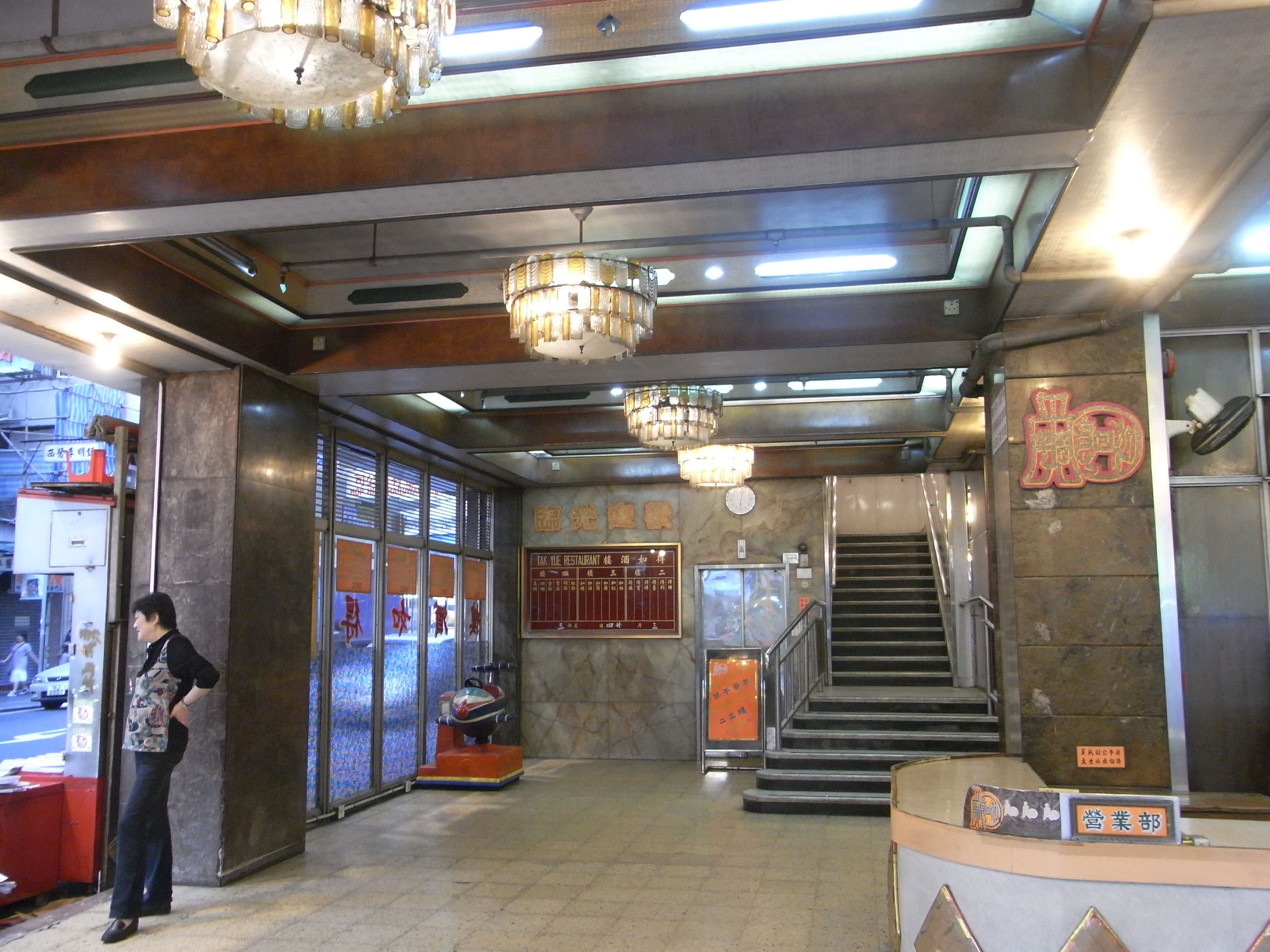
得如茶樓

碧街（英語：Pitt Street），名稱是由歷史上最年輕英國首相小威廉·皮特來命名，他獲任首相，時年24歲，至今仍是英國歷史上最年輕的首相，香港油麻地的一條街道，西接渡船街，經過彌敦道後東接窩打老道，與咸美頓街及登打士街等街道平行。全線除上海街與彌敦道之間一段碧街外，只准東行。
由於彌敦道南行車輛不准左轉入窩打老道，因此碧街就成了彌敦道南行車輛前往窩打老道的捷徑，車流不少。亦因該處鄰近油麻地及旺角的購物區，以及是港鐵油麻地站的出口座落點，人流甚豐，以彌敦道以東的一段人流最多。據說碧街是戰前最早賣棺材的街道。
2019年11月19日，碧街發生人踩人事件，事件中有人斷手。

## 相關事件
- 碧街事變（1989年）
- 碧街人踩人事件（2019年）

## 交通
港鐵：
- █  觀塘綫、 █  荃灣綫：油麻地站A1、A2出口

巴士/專線小巴

## 連接街道
由西至東數起：
- 德昌街（可前往德昌里）
- 東安街（可前往登打士街）
- 廣東道
- 新填地街（可前往旺角、太子）
- 上海街（可前往佐敦）
- 砵蘭街（可前往旺角、太子）
- 彌敦道
- 油旺里（可前往登打士街，為行人來往旺角購物區的另一途徑）
- 東方街

## 鄰近建築
- 美迪寧廣場（位於寶寧大廈內，前為MK1超級數碼廣場）
- 現時點購物商場
- 東華三院羅裕積小學
- 香港中華基督教青年會九龍會所
- 城景國際酒店
- 廣華醫院
- 信義會真理堂
- 真光女書院
- 基督教香港信義會信義中學

## 鄰近景點
- 東華三院文物館
- 海港城